# CLAMP学園探偵団 オリジナル・サウンドトラック1
『CLAMP学園探偵団 オリジナル・サウンドトラック1』は、1997年6月11日にVictorよりリリースされた、アニメ『CLAMP学園探偵団』のサウンドトラックである。

## 収録曲
1. Theme from CLAMP GAKUEN
2. ピアニィ・ピンク
3. Glory and Angel
4. Cafe du Soleil
5. Grace Finale
6. 月夜のピエレット
7. 夢で逢えたら
  - Aristocracy収録「un tableau blanc 〜絵画旅行〜」にメロディが流用されている。
8. 朝もやの中で
9. Boy Sweet
  - 幻想庭園収録「パラソルのある風景」のメロディが流用されている。
10. Wmbarassez-moi
11. STRAY CHILDREN
12. It's Show time
  - 「あんなかお こんなかお」と同様の音源である[2]。
13. 遊びもほどほどに
14. 理事長
  - Best Serviceのサンプル音源『Orchestral Colours』より「The Glamour Of Fanfares」が利用されている。
15. Water Drop
16. Beetle's Escape
  - Best Serviceのサンプル音源『Orchestral Colours』より「Beetle's Escape」「The Race Of The Fire-Flies」「Piano Arpeggios」が利用されている。
17. Inquiet
18. 夜風に誘われて
19. Diabolic Sequence
20. Bravehearts
  - 天外魔境II 卍MARUのBGM『戦国卍丸のテーマ』と酷似している[3][4]。
21. Shoot & Run
22. Subtle Feeling
23. ようこそ　メタリック・パーティー